# Savoyerhandel

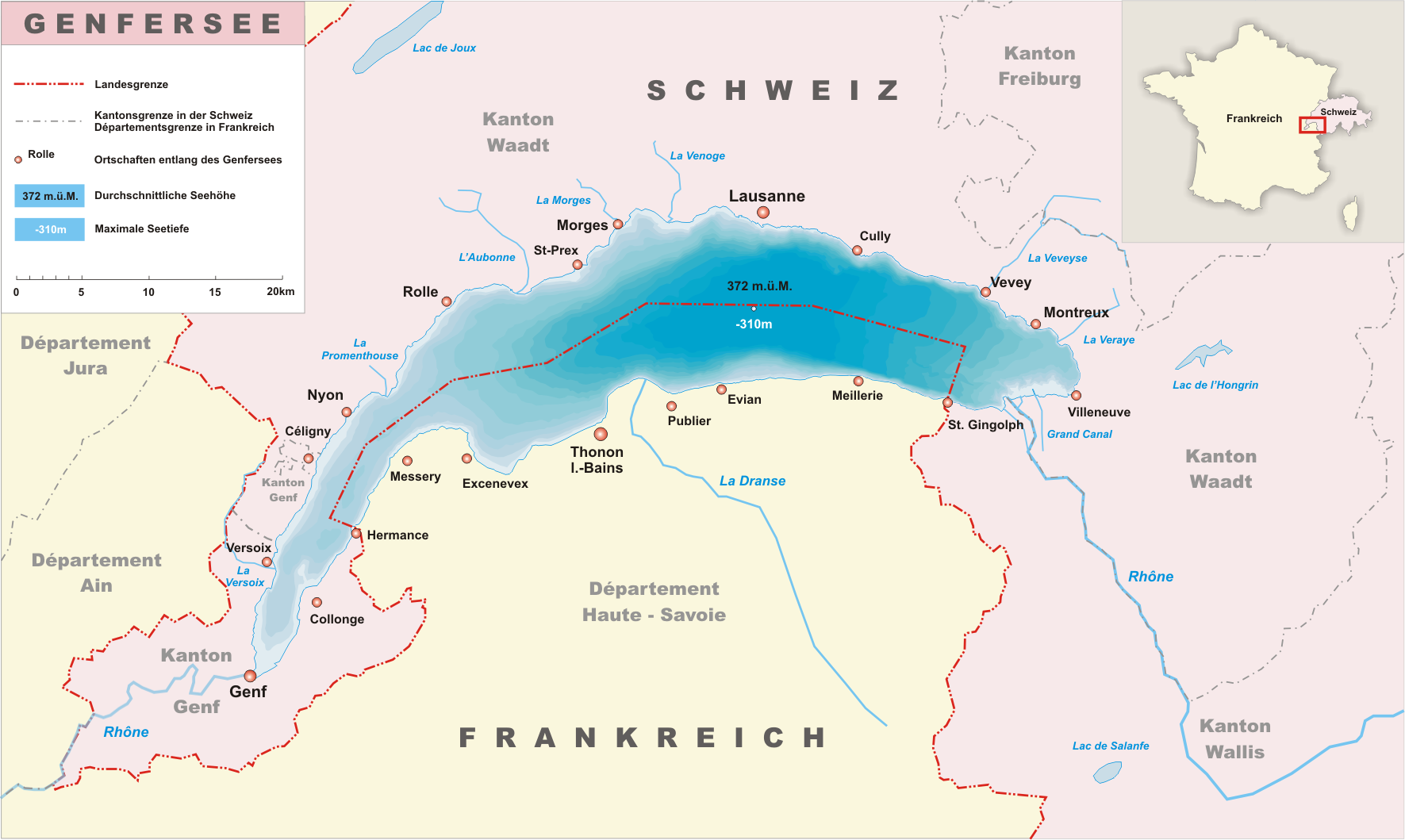
Lage des Départements Haute-Savoie (F) zwischen dem Kanton Genf (CH) und dem Kanton Wallis (CH).

Der Savoyerhandel (auch: Savoyer Handel) war ein Konflikt zwischen dem Französischen Kaiserreich unter Napoleon III. und der Schweiz in den Jahren 1859 und 1860. Streitpunkt war die strategisch bedeutsame Region südlich des Genfersees mit damals etwa 275'000 Einwohnern, die dem heutigen französischen Département Haute-Savoie entspricht.

## Vorgeschichte

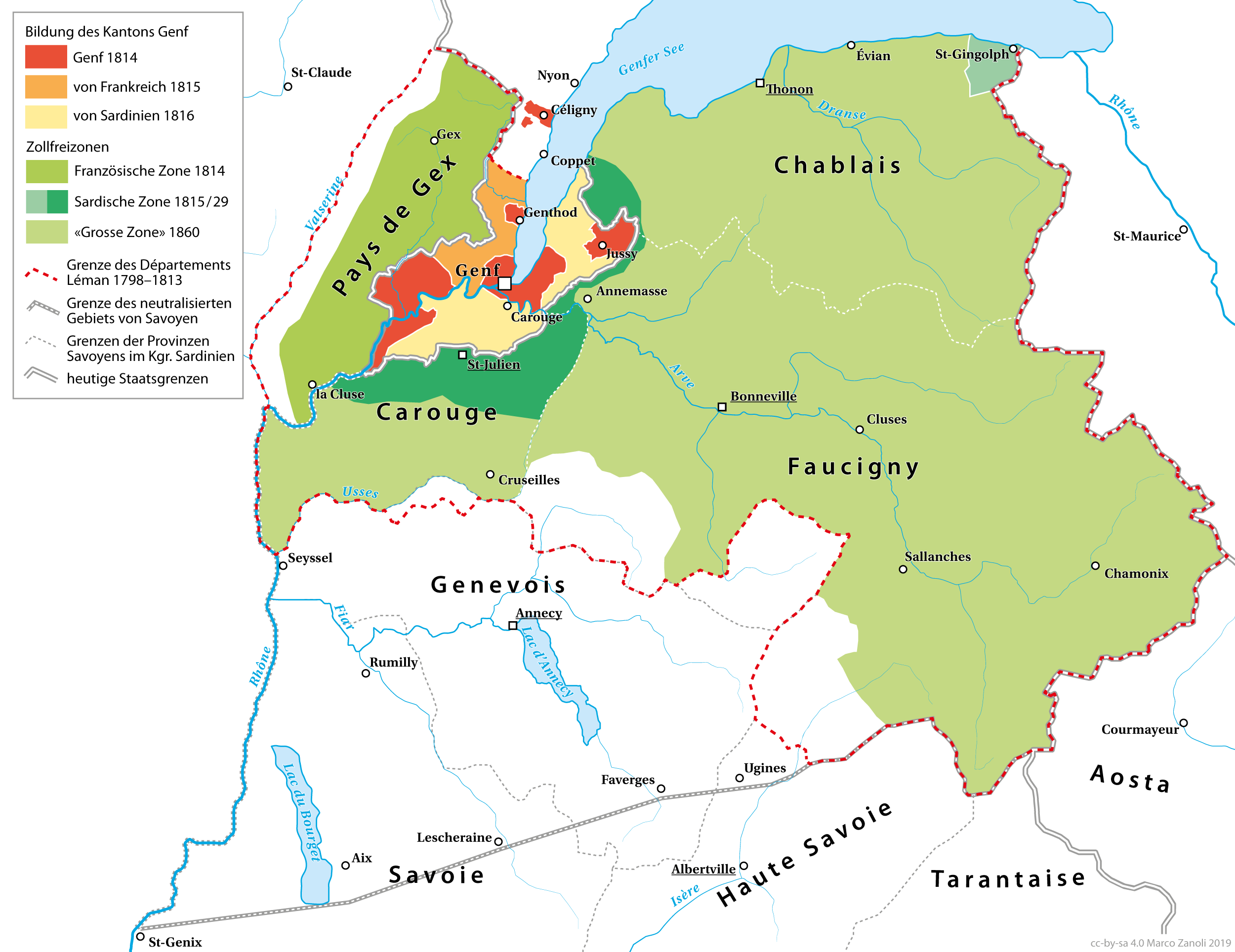
Karte zur Bildung des Kantons Genf, den Zollfreizonen und der Neutralitätszone in Hochsavoyen bis 1860

Savoyen, zwischen 1792 und 1815 von Frankreich annektiert, war auf dem Wiener Kongress an das Königreich Sardinien-Piemont zurückgegeben worden. Mit Artikel 92 der Schlussakte des Wiener Kongresses vom 9. Juni 1815, später präzisiert durch Artikel 3 des Pariser Vertrages vom 20. November 1815, wurde der Schweiz das Recht zugestanden, im Kriegsfall die nordsavoyischen Provinzen Chablais und Faucigny zu besetzen. Hochsavoyen sollte «in der schweizerischen Neutralität, wie sie durch die Mächte anerkannt und gewährleistet ist, einbegriffen sein.» Zudem wurden drei französische und sardinische Freihandelsgebiete geschaffen: Die französische Zone um Gex, die auf Artikel 1, § 3 des Pariser Vertrags vom 20. November 1815 beruhte und 396 km2 gross war, die sardinische bzw. savoyische Zone, die auf Artikel 3 des Turiner Vertrags vom 16. März 1816 basierte und 151 km2 umfasste, sowie schliesslich durch Beschluss der Rechnungskammer von Sardinien vom 9. September 1829 das kleine Gebiet von Saint-Gingolph. Nachdem der Kanton Genf 1815 in die Eidgenossenschaft aufgenommen worden war, ging es darum, eine militärisch verteidigbare Grenze und einen genügenden Wirtschaftsraum für Genf zu erhalten. Die Neutralisierung Hochsavoyens lag aber auch im Interesse von Sardinien-Piemont, dessen savoyisches Gebiet auf der vom Piemont abgelegenen Seite der Alpen militärisch nur schwer zu verteidigen war.

## Die Krise

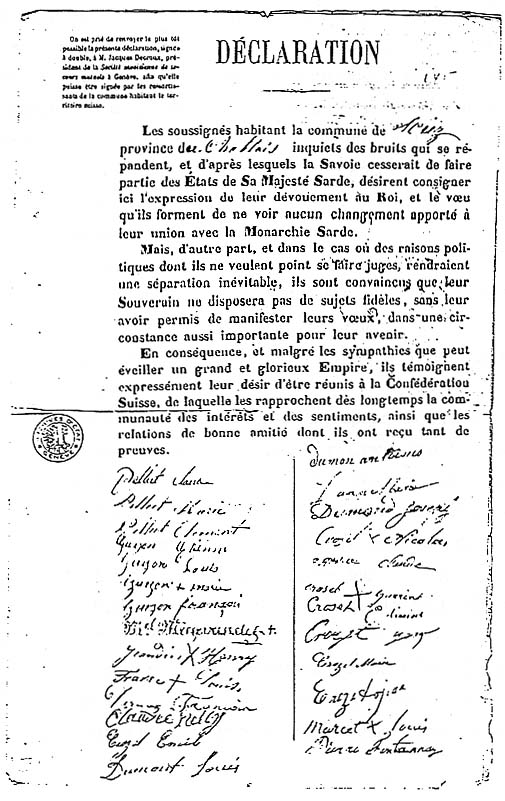
Petition der Einwohner von Sciez im Chablais, welche eine Anbindung ihrer Gemeinde an die Schweiz fordern, 1860. Staatsarchiv des Kantons Genf.

Während des Zweiten Italienischen Unabhängigkeitskrieges, bei dem Sardinien-Piemont im Bund mit Frankreich gegen Österreich stand, machte die neutrale Schweiz keinen Gebrauch von ihrem Besetzungsrecht und duldete den Transport französischer Truppenteile durch Hochsavoyen. Als jedoch Ende 1859 deutlich wurde, dass dem Bündnis eine geheime Absprache vorhergegangen war, der zufolge Piemont seine hochsavoyischen Provinzen an Frankreich abtreten würde, sah die Schweizer Regierung darin eine schwerwiegende Neutralitätsverletzung und wurde diplomatisch aktiv.
Anfang 1860 führte der Schweizer Gesandte in Paris, Johann Konrad Kern, Gespräche mit dem Ziel einer Angliederung Hochsavoyens an die Schweiz. Dabei teilte der französischen Außenminister ihm mit, «der Kaiser werde im Falle der noch sehr zweifelhaften Annexion, der eine Abstimmung der Savoyarden vorangehen müsse, aus Sympathie für die Schweiz sich ein Vergnügen machen, ihr Chablais und Faucigny als eigenes Territorium zu überlassen.»
Bundesrat Jakob Stämpfli, 1859 Bundespräsident und 1860 Vorsteher des Militärdepartements, misstraute dieser Erklärung und insistierte auf schriftlichen Garantien. Der radikale Flügel der Liberalen, dem er angehörte, entfachte eine Kampagne, die sich für die militärische Besetzung und Annexion Hochsavoyens starkmachte. Diese Kampagne fand grossen Widerhall, zumal Napoleon III. in diesen Kreisen als Despot und Zerstörer der Französischen Republik verhasst war. Stimmen wurden laut, die Neutralität als «Bastard der Restauration» aufzugeben, doch überwog der Wille, sie beizubehalten. Nur gingen die Meinungen darüber, was der Wahrung der Neutralität zuträglicher sei und ihrem Geist besser entspreche, gewaltsames Vorgehen oder Duldung des «Länderschachers», weit auseinander; dies sowohl in der Öffentlichkeit als auch in der Regierung, wo Bundesrat Friedrich Frey-Herosé für eine nicht-militärische Lösung eintrat. Zugleich war die Bereitschaft der Bevölkerung, es auf einen Krieg ankommen zu lassen, viel geringer als im vorausgegangenen Neuenburgerhandel, wo eine allgemeine Volksbewegung zur militärischen Abwehr der preussischen Interventionsdrohung stattgefunden hatte.
Am 24. März 1860 trat König Viktor Emanuel II. im Vertrag von Turin Savoyen und Nizza an Frankreich ab. Art. 2 des Vertrages hielt fest, dass der neutrale Status von Hochsavoyen und das damit verbundene Recht der Schweiz durch den Übergang von Savoyen an Frankreich nicht verändert werde.
Darauf berief der Bundesrat die Bundesversammlung zu einer ausserordentlichen Session am 29. März ein. Er stellte den Antrag, ihn zu bevollmächtigen, «unter Anwendung aller dazu erforderlichen Mittel» zu bewirken, «dass bis zu erfolgter Verständigung der Status quo nicht verändert werde». Zwar enthielt der Antrag auch den Vorbehalt, dass vor «weiteren militärischen Aufgeboten» die Bundesversammlung unverzüglich erneut einzuberufen wäre. Der Nationalrat und der Ständerat stimmten aber dem Antrag am 3./4. April erst zu, nachdem die für die Vorberatung zuständigen Kommissionen des National- und des Ständerates (präsidiert von den gemässigten Liberalen Nationalrat Alfred Escher und Ständerat Jakob Dubs) sich in gemeinsamer Sitzung von sechs der sieben Mitglieder des Bundesrates je einzeln hatten versichern lassen, dass sie keine militärischen Faits accomplis schaffen und weiterhin den Weg der Verständigung mit Frankreich einschlagen wollten. Nur Jakob Stämpfli als einziges Mitglied des Bundesrates verweigerte diese Erklärung.
Über diese Entscheidung schrieb der Schweizer Historiker Edgar Bonjour:

„Aber im Ganzen sind es doch die kühleren Ostschweizer gewesen, die Vertreter von Handel und Industrie, die dem Bundesrat diese eklatante Niederlage bereitet haben. Wären sie ihm nicht in den Arm gefallen, so hätte die Schweiz ohne einen klaren Rechtstitel, ohne Beweis eines Anspruchs, Savoyen besetzen und damit den Krieg mit zwei Gegnern, Frankreich und Sardinien, auf sich nehmen müssen, ohne Hilfe durch die Mächte; und überdies wären Volk und Behörden uneinig in diesen kriegerischen Konflikt getreten. Der Schweiz stand nur das Recht zu, im Krieg um der Neutralität willen vorübergehend Savoyen zu okkupieren, nicht aber im vollen Frieden; sie besaß dort keine Herrschaftsrechte. Darum war es eine unhaltbare Absicht, Sardinien zu verbieten, das Land zu veräußern, und Frankreich an der Besitznahme des Landes zu hindern, dies umso mehr, als Napoleon längst eingewilligt hatte, das Servitut auf sich zu nehmen. Natürlich hätte es für die Neutralität der Schweiz einen großen Vorteil bedeutet, wenn Hochsavoyen und damit das ganze weite Genferseebecken schweizerisch geworden wäre. Die Möglichkeit zu einer solchen Lösung war jetzt aber gründlich verscherzt.“

Im weiteren Fortgang der Krise kam es am 30. März zu einem Zwischenfall, als 150 Freischärler, Genfer und Savoyarden, ein Dampfboot kaperten und damit in Evian landeten. Sie wurden von regulärem schweizerischem Militär umgehend zurückeskortiert.
Napoleon III. veranstaltete am 22. April 1860 das angekündigte Plebiszit, bei welchem Hochsavoyen eine Freihandelszone mit der Schweiz in Aussicht gestellt wurde. Angesichts dieser Aussicht und der ohnehin vollendeten Tatsachen stimmten die Wahlberechtigten (volljährige Männer) weit überwiegend mit «oui et zone». Die Freihandelszone wurde damit zum Vorteil der savoyischen und schweizerischen Wirtschaft von vorher 151 km2 auf neu 3790 km2 vergrössert.

## Nachwirkung

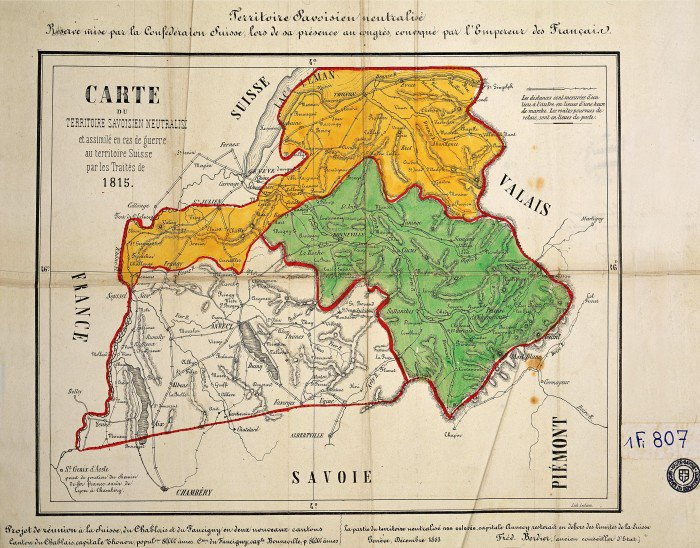
Karte der neutralisierten Zone. Projekt zur Anbindung der beiden Regionen Chablais (orange) und Faucigny (grün) in Form zweier neuer Kantone an die Schweiz, 1863. Staatsarchiv des Kantons Genf.

Die Erbitterung in der Schweiz war gross und hielt lange an. Viele sahen ihr Misstrauen bestätigt und warfen dem französischen Alleinherrscher Wortbruch und Wahlmanipulation vor. Die Regierung verstärkte den bereits angeordneten Aktivdienst, vor allem um weitere Provokationen von schweizerischen und savoyardischen Irregulären zu unterbinden. Im Herbst 1860 erreichte Frey-Herosé nur knapp seine Wiederwahl. In Zürich bildete sich unter der Federführung Gottfried Kellers eine Wahlinitiative gegen die Gefolgschaft von Escher und Dubs im Nationalrat, die allerdings erfolglos blieb. Die Situation entschärfte sich erst allmählich, als Napoleon III. die im Vertrag von Turin erneuerte Neutralitätsgarantie für Hochsavoyen einhielt und sich mit der Einrichtung einer Zivilverwaltung begnügte. Am 9. November 1870, also während des Deutsch-Französischen Krieges, wurde bekannt, dass der Bundesrat mit der Absicht spielte, Nord-Savoyen militärisch zu besetzen. Der Schweiz war völkerrechtlich zwar ein solches Recht zugebilligt, aber nur defensiv im Falle einer Neutralitätsverletzung, wie Nationalrat Alfred Escher im Parlament betonte, welches dem Bundesrat das Vorhaben verwehrte.
Da die Schweiz die Annexion nicht anerkannte, blieb die Savoyerfrage lange Zeit unerledigt. Sie beschäftigte 1919 noch die Versailler Friedenskonferenz – in diesem Jahr wurde auch die Freihandelszone aufgehoben – und bis 1932 mehrfach den Internationalen Gerichtshof in Den Haag.